# Banes
Banes là một đô thị và thành phố ở tỉnh Holguín của Cuba.
Tên gọi xuất phát từ Taino của Bani, có nghĩa là "thung lũng".

## Thông tin nhân khẩu
Năm 2004, đô thị Banes có dân số 81.274 người. Diện tích là 781 km² (301,5 mi²), với mật độ dân số là 104,1người/km² (269,6người/sq mi).
Đô thị này được chia thành các phường (barrio) Angeles, Berros, Cañadón, Durruthy, Este, Flores, Macabi, Mulas, Oeste, Retrete, Río Seco, Samá (includes Guardalavaca), Veguitas và Yaguajay.
Fulgencio Batista sinh ra ở Banes.